# Озерки 6-е
Озерки 6-е — деревня в Каргатском районе Новосибирской области. Входит в состав Алабугинского сельсовета. 

## География
Площадь деревни — 1071 гектар. 

## Население
| 2002 | 2007 | 2010 |
| ---- | ---- | ---- |
| 337  | ↘277 | ↘266 |

## Инфраструктура
В деревне по данным на 2007 год функционируют 1 учреждение здравоохранения, 1 образовательное учреждение.